# 多梅尼科·帕切
多梅尼科·帕切（義大利語：Domenico Pace，1924年7月9日—2022年8月16日），意大利前男子击剑运动员。他曾代表意大利参加1956年夏季奥林匹克运动会击剑比赛，结果获得男子团体佩剑第五名。